# Abdelrahman Mohamed
Abdelrahman Mohamed (in arabo عبد الرحمن محمد‎?; 20 luglio 1995) è un judoka egiziano.

## Palmarès
- Giochi panafricani

Rabat 2019: oro nei -81 kg.
- Campionati africani

Libreville 2015: bronzo nei -81 kg;
Tunisi 2018: bronzo nei -81 kg.
Città del Capo 2019]: bronzo nei -81 kg.
Antananarivo 2020: oro nei -81 kg.